# Еллорі (Південна Кароліна)
Еллорі (англ. Elloree) — місто (англ. town) в США, в окрузі Оранджберг штату Південна Кароліна. Населення — 570 осіб (2020).

## Географія
Еллорі розташоване за координатами 33°31′48″ пн. ш. 80°34′18″ зх. д. / 33.53000° пн. ш. 80.57167° зх. д. (33.529905, -80.571683).  За даними Бюро перепису населення США в 2010 році місто мало площу 2,47 км², уся площа — суходіл. В 2017 році площа становила 2,61 км², уся площа — суходіл.

## Демографія
Згідно з переписом 2010 року, у місті мешкали 692 особи в 315 домогосподарствах у складі 181 родини. Густота населення становила 280 осіб/км².  Було 375 помешкань (152/км²).
Расовий склад населення:
| - 55,3 % — білих - 41,0 % — чорних або афроамериканців - 1,0 % — азіатів - 0,3 % — корінних американців |

До двох чи більше рас належало 1,6 %. Частка іспаномовних становила 0,9 % від усіх жителів.
За віковим діапазоном населення розподілялося таким чином: 19,9 % — особи молодші 18 років, 56,5 % — особи у віці 18—64 років, 23,6 % — особи у віці 65 років та старші. Медіана віку мешканця становила 47,8 року. На 100 осіб жіночої статі у місті припадало 77,9 чоловіків;  на 100 жінок у віці від 18 років та старших — 72,0 чоловіків також старших 18 років.
Середній дохід на одне домашнє господарство  становив 39 073 долари США (медіана — 33 393), а середній дохід на одну сім'ю — 42 950 доларів (медіана — 36 354). За межею бідності перебувало 26,9 % осіб, у тому числі 41,3 % дітей у віці до 18 років та 24,1 % осіб у віці 65 років та старших.
Цивільне працевлаштоване населення становило 279 осіб. Основні галузі зайнятості: освіта, охорона здоров'я та соціальна допомога — 21,1 %, роздрібна торгівля — 16,1 %, виробництво — 15,1 %.